# Парис (Мэн)
Парис или Париж (англ. Paris) — небольшой город (таун) в округе Оксфорд, штат Мэн, США. Является административным центром округа. Согласно данным переписи населения США 2010 года, население города составляет 5183 человека.

## История
20 июня 1793 года населённый пункт Парис был выделен в отдельную административную единицу из территории Плантации № 4 (Number Four Plantations). В 1805 году Парис получил статус административного центра новообразованного округа Оксфорд. В 1820 году в окрестностях города было открыто первое в Соединённых Штатах месторождение турмалина.

## География
Город находится в юго-западной части штата, на берегах реки Литтл-Андроскоггин, на расстоянии приблизительно 53 километров к западу-юго-западу (WSW) от Огасты, административного центра штата. Абсолютная высота — 252 метра над уровнем моря.

Согласно данным бюро переписи населения США, площадь территории города составляет 106,11 км², из которых, 105,59 км² приходится на сушу и 0,52 км² (то есть 0,49 %) на водную поверхность.

Климат Париса влажный континентальный (Dfb в классификации климатов Кёппена), с морозной, снежной зимой и теплым летом.

## Демография
По данным переписи населения 2010 года в Парисе проживало 5183 человека (2519 мужчин и 2664 женщины), 1332 семьи, насчитывалось 2187 домашних хозяйств и 2419 единиц жилого фонда. Средняя плотность населения составляла около 49,1 человека на один квадратный километр.

Расовый состав города по данным переписи распределился следующим образом: 95,87 % — белые, 0,5 % — афроамериканцы, 0,46 % — коренные жители США, 0,75 % — азиаты, 0,37 % — представители других рас, 2,05 % — две и более расы. Число испаноязычных жителей любых рас составило 1,25 %.

Из 2187 домашних хозяйств в 28,6 % — воспитывали детей в возрасте до 18 лет, 43,3 % представляли собой совместно проживающие супружеские пары, в 11,5 % семей женщины проживали без мужей, в 6,1 % семей мужчины проживали без жён, 39,1 % не имели семьи. 30,5 % от общего числа семей на момент переписи жили самостоятельно, при этом 14,2 % составили одинокие пожилые люди в возрасте 65 лет и старше. Средний размер домашнего хозяйства составил 2,28 человека, а средний размер семьи — 2,8 человека.

Население города по возрастному диапазону по данным переписи 2010 года распределилось следующим образом: 20,8 % — жители младше 18 лет, 7,1 % — между 18 и 24 годами, 23 % — от 25 до 44 лет, 29,2 % — от 45 до 64 лет и 19,9 % — в возрасте 65 лет и старше. Средний возраст жителей составил 44,3 года.

## Известные уроженцы
- Ганнибал Гэмлин (1809—1891) — 15-й вице-президент США.